# Налимье (озеро, Туруханский район, бассейн реки Курейка)
Нали́мье — пресноводное озеро в Туруханском районе Красноярского края, расположено к востоку от Енисея, в бассейне реки Курейки.
Площадь 25,9 км². Площадь водосборного бассейна — 116 км². Высота над уровнем моря — 100 м. Протяжённость озера 10 км, наибольшая ширина − 2,9 км. На севере вытекает протока, соединяющаяся через два небольших озера с рекой Курутой, притоком Курейки; принадлежит бассейну Енисея.
Озеро имеет неправильную форму, с тремя ярко выраженными плёсами: западным, восточным и северным. Берега сильно изрезаны. Небольшой остров расположен в северной части восточного плёса озера. Впадает ряд незначительных ручьёв. Западный берег заболочен. Населённые пункты на озере отсутствуют.

## Данные водного реестра
По данным государственного водного реестра России и геоинформационной системы водохозяйственного районирования территории РФ, подготовленной Федеральным агентством водных ресурсов:
- Бассейновый округ — Енисейский
- Речной бассейн — Енисей
- Речной подбассейн — Енисей ниже впадения Нижней Тунгуски
- Водохозяйственный участок — Курейка от истока до Курейского гидроузла
- Код водного объекта — 17010800111116100004636